# Lac Témiscouata
Der Lac Témiscouata ist ein See im nordöstlichen Nordamerika und liegt in der kanadischen Provinz Québec.

## Lage
Der größte Ort am See ist Cabano, der Standort des britischen Forts Ingall aus dem 19. Jahrhundert. Der 66 km² große See hat eine Länge von rund 39 km und eine maximale Breite von 5 km. An seinem Südende bildet sich der Rivière Madawaska, der nach 48 km in den Saint John River mündet.
Südlich des Sankt-Lorenz-Stroms erstreckt sich ein langgestrecktes, von der Eiszeit geformtes Tal in Nord-Süd-Richtung, in dessen Mitte sich der Lac Témiscouata gebildet hat. Er ist von bewaldeten Hügeln umgeben, die überwiegend steil in den See abfallen. Der Name Témiscouata kommt aus der Algonkin-Sprache und bedeutet dementsprechend „sehr tiefer See“ oder „tiefes Wasser“. Der Parc national du Lac-Témiscouata befindet sich nordöstlich des Sees. Er umfasst insgesamt 213 km². 

## Geschichte
Lac Témiscouata gehörte zum traditionellen Wohngebiet der Maliseet, einem Algonkinstamm der Abenaki-Konföderation. Am See entlang führte ein vielgenutzter Handelsweg, die Témiscouata-Portage, eine Kanu- und Landroute von der Fundybucht zum Sankt-Lorenz-Strom.
In der Nähe verläuft auch die Grenze zwischen Kanada und den USA, die lange Zeit zwischen dem damaligen Britisch-Nordamerika und den Vereinigten Staaten umstritten war und 1838/39 fast zum Aroostook-Krieg führte. Der Konflikt wurde schließlich 1842 mit dem Webster-Ashburton-Vertrag ohne Blutvergießen beendet. Im Verlauf des Konflikts errichteten die Briten 1839 eine Reihe von Forts in diesem Gebiet,  Grand Sault und Petit Sault (Edmundston) in New Brunswick und Fort Degele und Fort Ingall in Québec, um einer möglichen amerikanischen Invasion zu begegnen. Der wichtigste Posten war Fort Ingall am Südende des Lac Témiscouata, der die Témiscouata-Portage blockieren sollte. Das Fort bestand aus acht Gebäuden, wurde 1842 aufgegeben, zwischen 1972 und 1978 nach Ausgrabungen rekonstruiert, und dient heute als Museum.
Der Petit Témis Interprovincial Bicycle Path, eine bekannte 134 km lange Fahrradroute, verläuft von Rivière-du-Loup nach Edmundston und folgt einer stillgelegten Eisenbahnstrecke der Canadian National Railway entlang des Sees.